# Le Ployron
Le Ployron település Franciaországban, Oise megyében. Lakosainak száma 112 fő (2022. január 1.). Le Ployron Domfront, Le Frestoy-Vaux, Godenvillers, Tricot és Rubescourt községekkel határos.

## Népesség
A település népességének változása:
| Lakosok száma | 113  | 108  | 113  | 113  | 112  | 112  | 112  | 112  |
|               | 2013 | 2015 | 2017 | 2018 | 2019 | 2020 | 2021 | 2022 |